# Serie A1 1990-1991 (pallacanestro maschile)
Il campionato di Serie A1 di pallacanestro maschile 1990-1991 è stato il sessantanovesimo organizzato in Italia.
In Serie A1, dopo un girone all'italiana con partite di andata e ritorno (la vittoria vale 2 punti, la sconfitta 0) le prime 10 classificate si sfidano ai play-off scudetto insieme alle 2 prime classificate della Serie A2. I play-off si disputano al meglio delle 3 gare, ad eccezione della finalissima che si gioca al meglio delle 5 gare.
Le squadre classificate dall'11º al 14º posto partecipano ai play-out insieme a 10 squadre della Serie A2 (classificate dal 3º al 10º posto). Le 12 squadre vengono divise in due gironi (verde e giallo) di 6 squadre ciascuno che si sfideranno in un girone all'italiana con partite di andata e ritorno. Le prime 2 classificate di ogni girone sono ammesse al campionato di A1 1991-92. Le restanti parteciperanno al campionato di Serie A2.
Le ultime 2 squadre classificate in Serie A1 retrocedono in direttamente Serie A2.

## Stagione regolare

### Classifica
|     | Classifica stagione regolare 1990-1991 | Pt | G  | V  | P  | PtF  | PtS  |
| --- | -------------------------------------- | -- | -- | -- | -- | ---- | ---- |
| 1.  | Philips Milano                         | 42 | 30 | 21 | 9  | 2857 | 2679 |
| 2.  | Phonola Caserta                        | 40 | 30 | 20 | 10 | 2689 | 2649 |
| 3.  | Knorr Bologna                          | 38 | 30 | 19 | 11 | 2574 | 2530 |
| 4.  | Il Messaggero Roma                     | 36 | 30 | 18 | 12 | 2731 | 2671 |
| 5.  | Benetton Treviso                       | 34 | 30 | 17 | 13 | 2742 | 2642 |
| 6.  | Shampoo Clear Cantù                    | 34 | 30 | 17 | 13 | 2663 | 2644 |
| 7.  | Scavolini Pesaro                       | 32 | 30 | 16 | 14 | 3004 | 2888 |
| 8.  | Stefanel Trieste                       | 32 | 30 | 16 | 14 | 2609 | 2504 |
| 9.  | Libertas Livorno                       | 30 | 30 | 15 | 15 | 2903 | 2931 |
| 10. | Auxilium Torino                        | 30 | 30 | 15 | 15 | 2797 | 2744 |
| 11. | Antifurti Ranger Varese                | 28 | 30 | 14 | 16 | 2802 | 2860 |
| 12. | Panasonic Reggio Calabria              | 26 | 30 | 13 | 17 | 2660 | 2664 |
| 13. | Filanto Forlì                          | 24 | 30 | 12 | 18 | 2980 | 3109 |
| 14. | Sidis Reggio Emilia                    | 22 | 30 | 11 | 19 | 2473 | 2569 |
| 15. | Filodoro Napoli                        | 22 | 30 | 11 | 19 | 2581 | 2677 |
| 16. | Pallacanestro Firenze                  | 8  | 30 | 4  | 26 | 2652 | 2869 |

## Play-off
| Ottavi di finale | Ottavi di finale           | Ottavi di finale | Ottavi di finale | Ottavi di finale |  |  | Quarti di finale | Quarti di finale    | Quarti di finale | Quarti di finale | Quarti di finale |  |  | Semifinali | Semifinali         | Semifinali | Semifinali | Semifinali |  |  | Finale | Finale          | Finale | Finale | Finale | Finale | Finale |
|                  |                            |                  |                  |                  |  |  |                  |                     |                  |                  |                  |  |  |            |                    |            |            |            |  |  |        |                 |        |        |        |        |        |
| 1                | Philips Milano             |                  |                  |                  |  |  |                  |                     |                  |                  |                  |  |  |            |                    |            |            |            |  |  |        |                 |        |        |        |        |        |
|                  | bye                        |                  |                  |                  |  |  |                  | Philips Milano      | 75               | 65               | 89               |  |  |            |                    |            |            |            |  |  |        |                 |        |        |        |        |        |
| 8                | Stefanel Trieste           | 88               | 96               |                  |  |  | Stefanel Trieste | 64                  | 82               | 86               |                  |  |  |            |                    |            |            |            |  |  |        |                 |        |        |        |        |        |
| 9                | Libertas Livorno           | 84               | 87               |                  |  |  |                  |                     |                  |                  |                  |  |  |            | Philips Milano     | 111        | 105        |            |  |  |        |                 |        |        |        |        |        |
| 4                | Il Messaggero Roma         |                  |                  |                  |  |  |                  |                     |                  |                  |                  |  |  |            | Il Messaggero Roma | 94         | 90         |            |  |  |        |                 |        |        |        |        |        |
|                  | bye                        |                  |                  |                  |  |  |                  | Il Messaggero Roma  | 113              | 82               | 97               |  |  |            |                    |            |            |            |  |  |        |                 |        |        |        |        |        |
| 5                | Benetton Treviso           | 95               | 80               | 79               |  |  | Benetton Treviso | 111                 | 86               | 91               |                  |  |  |            |                    |            |            |            |  |  |        |                 |        |        |        |        |        |
| 2A2              | Ticino Assicurazioni Siena | 73               | 96               | 63               |  |  |                  |                     |                  |                  |                  |  |  |            |                    |            |            |            |  |  |        | Philips Milano  | 99     | 80     | 87     | 81     | 88     |
| 3                | Knorr Bologna              |                  |                  |                  |  |  |                  |                     |                  |                  |                  |  |  |            |                    |            |            |            |  |  |        | Phonola Caserta | 90     | 94     | 72     | 93     | 97     |
|                  | bye                        |                  |                  |                  |  |  |                  | Shampoo Clear Cantù | 76               | 73               | 71               |  |  |            |                    |            |            |            |  |  |        |                 |        |        |        |        |        |
| 6                | Shampoo Clear Cantù        | 66               | 96               | 88               |  |  | Knorr Bologna    | 96                  | 67               | 80               |                  |  |  |            |                    |            |            |            |  |  |        |                 |        |        |        |        |        |
| 1A2              | Glaxo Verona               | 62               | 104              | 79               |  |  |                  |                     |                  |                  |                  |  |  |            | Knorr Bologna      | 80         | 75         | 76         |  |  |        |                 |        |        |        |        |        |
| 2                | Phonola Caserta            |                  |                  |                  |  |  |                  |                     |                  |                  |                  |  |  |            | Phonola Caserta    | 82         | 73         | 91         |  |  |        |                 |        |        |        |        |        |
|                  | bye                        |                  |                  |                  |  |  |                  | Scavolini Pesaro    | 76               | 109              | 91               |  |  |            |                    |            |            |            |  |  |        |                 |        |        |        |        |        |
| 7                | Scavolini Pesaro           | 116              | 115              | 111              |  |  | Phonola Caserta  | 85                  | 77               | 107              |                  |  |  |            |                    |            |            |            |  |  |        |                 |        |        |        |        |        |
| 10               | Auxilium Torino            | 101              | 121              | 94               |  |  |                  |                     |                  |                  |                  |  |  |            |                    |            |            |            |  |  |        |                 |        |        |        |        |        |

## Play-out
Le prime 2 classificate di ogni girone giocheranno la stagione successiva in Serie A1, le altre in Serie A2.

### Girone giallo
|  |    | Classifica Girone Giallo  | Pt | G  | V | P | PF  | PS  |
|  | -- | ------------------------- | -- | -- | - | - | --- | --- |
|  | 1. | Birra Messina Trapani     | 12 | 10 | 6 | 4 | 898 | 870 |
|  | 2. | Filanto Forlì             | 12 | 10 | 6 | 4 | 969 | 952 |
|  | 3. | Kleenex Pistoia           | 12 | 10 | 6 | 4 | 888 | 890 |
|  | 4. | Panasonic Reggio Calabria | 10 | 10 | 5 | 5 | 919 | 910 |
|  | 5. | Turboair Fabriano         | 10 | 10 | 5 | 5 | 846 | 847 |
|  | 6. | Lotus Montecatini         | 4  | 10 | 2 | 8 | 883 | 934 |

- Birra Messina Trapani promossa in Serie A1; Panasonic Reggio Calabria retrocessa in Serie A2.

### Girone verde
|  |    | Classifica Girone Verde | Pt | G  | V | P | PF  | PS  |
|  | -- | ----------------------- | -- | -- | - | - | --- | --- |
|  | 1. | A. Ranger Varese        | 16 | 10 | 8 | 2 | 963 | 932 |
|  | 2. | Fernet Branca Pavia     | 14 | 10 | 7 | 3 | 974 | 919 |
|  | 3. | Teorematour Arese       | 12 | 10 | 6 | 4 | 973 | 939 |
|  | 4. | Tombolini Livorno       | 10 | 10 | 5 | 5 | 885 | 875 |
|  | 5. | Sidis Reggio Emilia     | 6  | 10 | 3 | 7 | 880 | 933 |
|  | 6. | Telemarket Brescia      | 2  | 10 | 1 | 9 | 877 | 954 |

- Fernet Branca Pavia promossa in Serie A1; Sidis Reggio Emilia retrocessa in Serie A2.

## Verdetti
- Campione d'Italia:  Phonola Caserta

Formazione: Sandro Dell'Agnello, Charles Shackleford, Massimiliano Rizzo, Francesco Longobardi, Ferdinando Gentile, Tellis Frank, Cristiano Fazzi, Vincenzo Esposito, Sergio Donadoni, Giacomantonio Tufano, Damiano Faggiano, Giuseppe Falco, Claudio Acunzo, Luigi Vertaldi, Virgilio Vitiello. Allenatore: Franco Marcelletti.
- Retrocessioni in Serie A2: Panasonic Reggio Calabria, Sidis Reggio Emilia, Filodoro Napoli e Pallacanestro Firenze